# Holepolder (1965)
De Holepolder is een voormalig waterschap in de Nederlandse provincie Groningen.
Het waterschap was ontstaan als een fusie van de Amsweersterpolder, de Gommelburg en de Nijverheidspolder. Hoewel het schap dezelfde naam had als de Holepolder (1854 - 1931) is het daarvan geen opvolger. De beide polders zijn wel genoemd naar hetzelfde water: het Holemaar, dat weer genoemd was naar het niet meer bestaande gehucht De Hole.
Waterstaatkundig gezien ligt het gebied sinds 2000 binnen dat van het waterschap Hunze en Aa's.